# Крынки (Речицкий район)
Крынки (бел. Крынкі) — деревня в Речицком районе Гомельской области Белоруссии. В составе Лисковского сельсовета.

## География

### Расположение
В 34 км на запад от Речицы, 3 км от железнодорожной станции Лиски (на линии Гомель — Калинковичи), 84 км от Гомеля.

### Гидрография
На юге река Крапивня, на востоке и западе мелиоративные каналы.

### Транспортная сеть
Рядом автодорога Василевичи — Речица. Планировка состоит из 2 прямолинейных, параллельных между собой улиц, ориентированных с юго-востока на северо-запад, к которым на севере присоединяются 2 (прямолинейная и плавно изогнутая) улицы. Застройка двусторонняя, деревянная, усадебного типа.

## История
Обнаруженные археологами городища (в 2 км на запад от деревни, в урочище Городок) и курганный могильник (в 2 км на восток от деревни, в урочище Ловское) свидетельствуют о заселении этих мест с давних времён. По письменным источникам известна с XIX века как селение в Василевичской волости Речицкого уезда Минской губернии. В 1850 году собственность казны. В 1879 году обозначена в Солтановском церковном приходе. Согласно переписи 1897 года действовали часовня, церковно-приходская школа, хлебозапасный магазин, ветряная мельница, конная мельница, кузница, трактир. В 1914 году для школы построено здание.
С 8 декабря 1926 года до 30 декабря 1927 года центр Крынковского сельсовета Василевичского, с 4 августа 1927 года Речицкого районов Речицкого, с 9 июня 1927 года Гомельского округа. В 1931 году организован колхоз «Пионер», работала смоловарня. Начальная школа в 1936 году реорганизована в 9-летнюю. В 1939 году первую продукцию дал кирпичный завод. В результате переселения близлежащиххуторов в деревне появились 2 дополнительные улицы — Новая и Моховая. Во время Великой Отечественной войны в декабре 1942 года оккупанты полностью сожгли деревню и убили 165 жителей. 230 жителей погибли на фронтах. Расположены подсобное хозяйство Гомельского отделения Белорусской железной дороги, 9-летняя школа, библиотека, фельдшерско-акушерский пункт, клуб.
В состав Крынковского сельсовета в 1920-е годы входили, в настоящее время не существующие, хутора Будки, Галы, Городецк, Гороховое, Глебухов, Дворище, Жнилище, Зваротный, Кленоцкийі, Крапивня, Красный, Лавский, Лесная Стража, Селище-1, Селище-2, Сланов, Хуторище, Язвы, Полказарма.

## Население

### Численность
- 2004 год — 168 хозяйств, 348 жителей.

### Динамика
- 1850 год — 52 двора, 439 жителей.
- 1885 год — 103 двора. 451 житель.
- 1897 год — 152 двора, 933 жителя (согласно переписи).
- 1959 год — 1122 жителя (согласно переписи).
- 2004 год — 168 хозяйств, 348 жителей.

## Культура
- Дом культуры

## Достопримечательность
- Братская могила жертв фашизма[2]
- Мемориал погибшим сельчанам в годы Великой Отечественной войны[3]

## Галерея

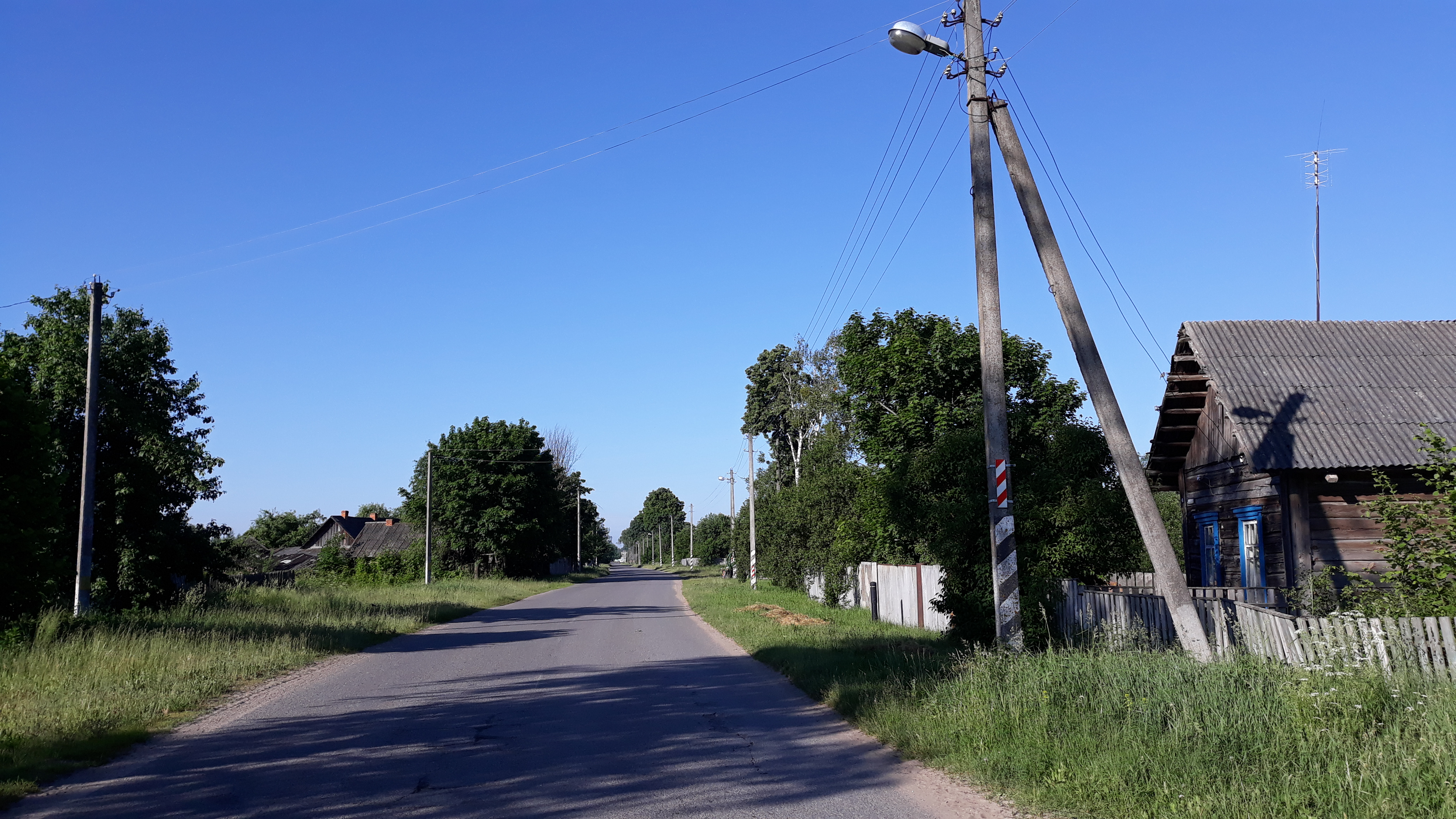
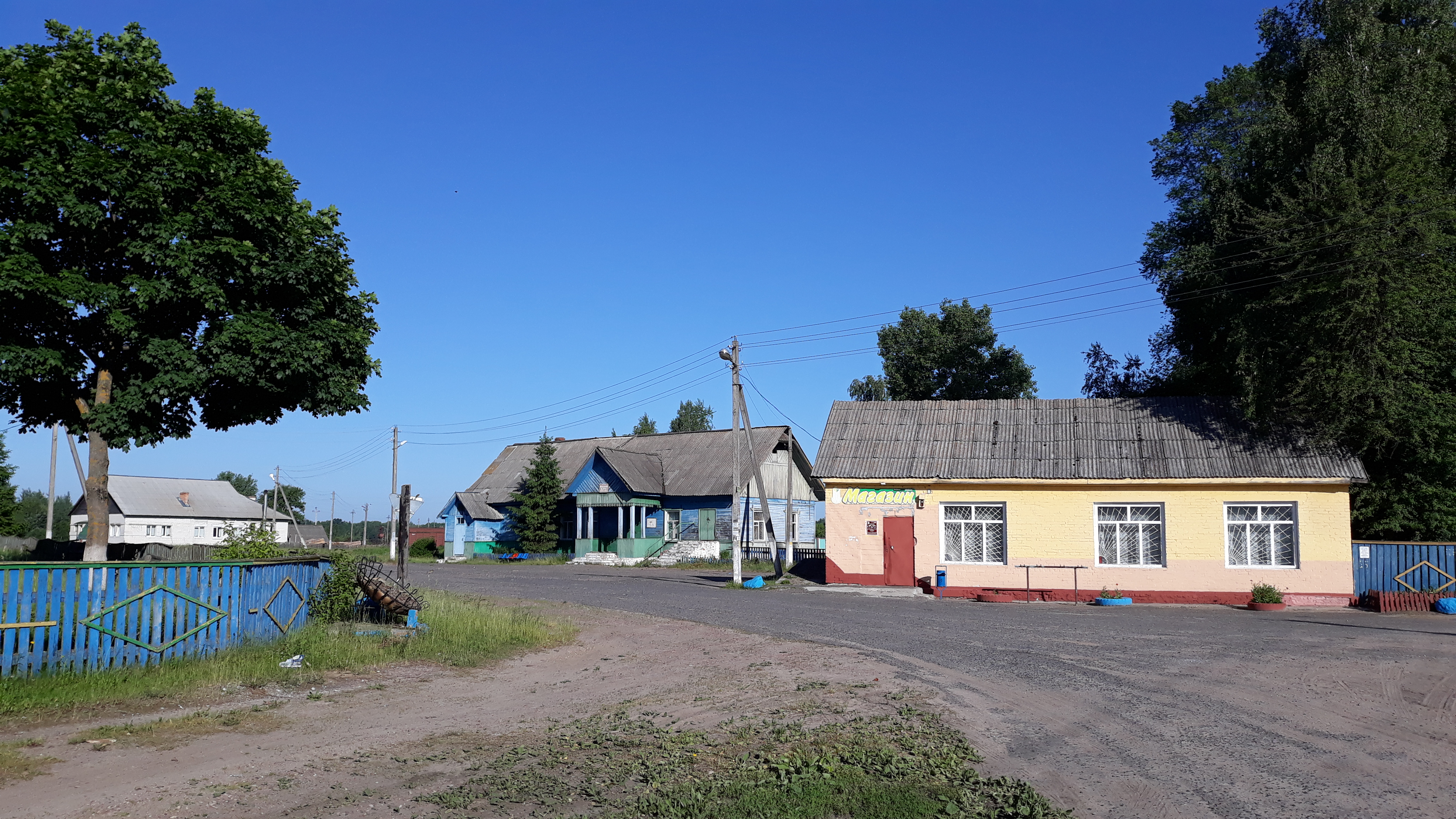
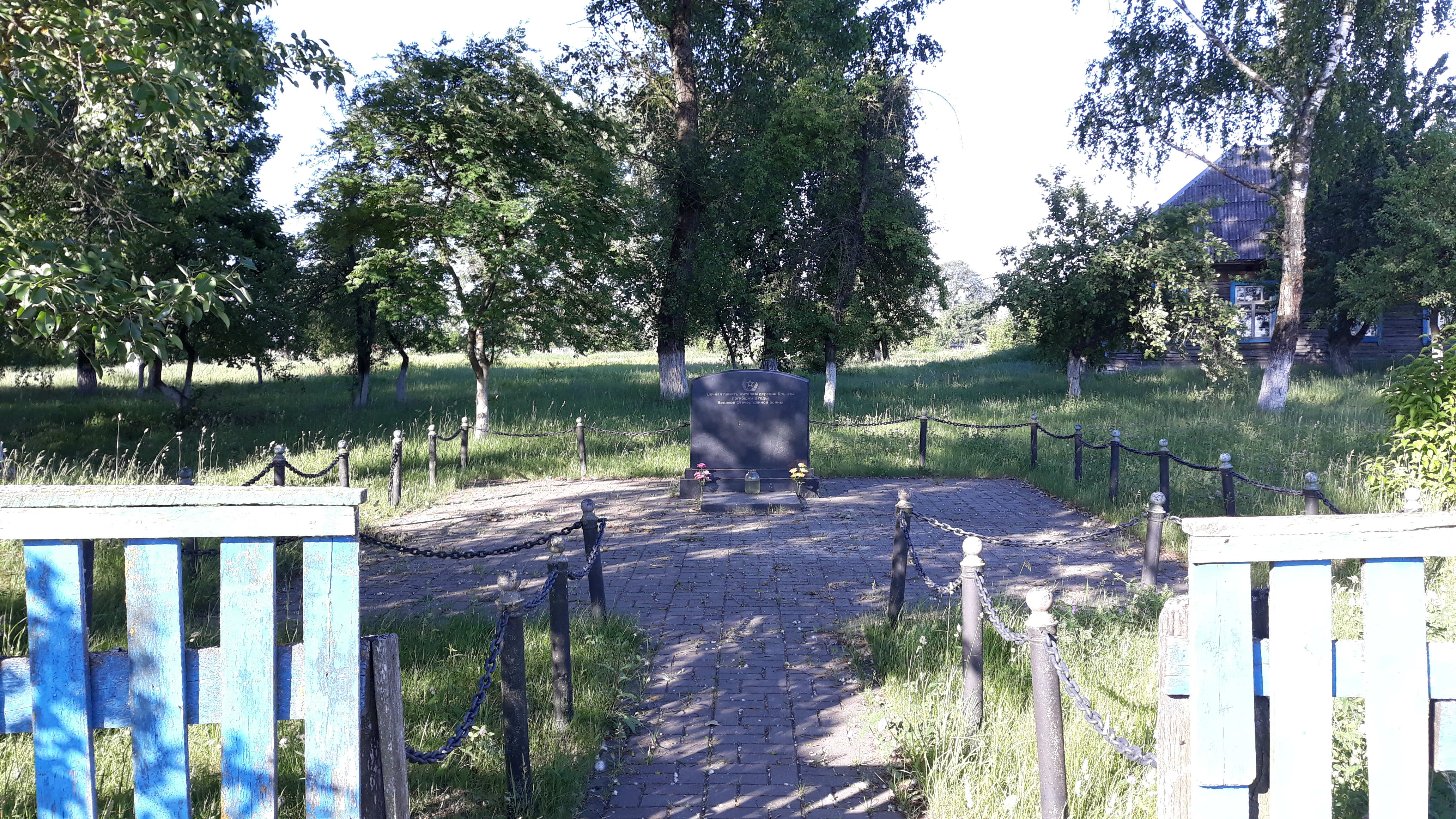